# عز الدين القسام (مسلسل لبناني)
عز الدين القسام هو مسلسل قصير لبناني يروي قصة عز الدين القسام عندما دخل إليها المحتلين من إنتاج قناة المنار وإخراج 	حسن كاربخش.

## طاقم التمثيل
- عبد الرحيم علاء الدين - عز الدين القسام
- محمد إبراهيم - سالم
- حسام الصباح - عبد المالك
- علي طحان - ظافر
- عاطف العلم - الجنرال الإنجليزي
- فؤاد قصاب - أحمد إدريس
- سهير صالحاني
- علي شقير
- عمر الشماع
- علي الزين
- طلال الشامي
- نادر جبوري
- نسرين مسعود
- مهدي زعيتر
- رضوان راضي
- سعد حمدان - القائد الفرنسي
- فؤاد حسن
- علي دياب

تمت دبلجة المسلسل إلى الفصحى ولكنها دبلجة أصلية والأصوات هي:
- علي الزين
- عمر الشماع
- بلال بشتاوي
- حسن المصري
- خالد السيد
- طه العبد
- شادي شمص - القائد الفرنسي
- عفيف شيا - سالم
- عماد فغالي
- فؤاد شمص - عز الدين القسام
- حسان حمدان

## روابط خارجية
- عز الدين القسام على موقع IMDb (الإنجليزية)
- عز الدين القسام على موقع كينوبويسك (الروسية)